# شیخ صلاح لی
شیخ‌صلاح‌لی (به ترکی آذربایجانی: Şıx Salahlı) یک منطقه مسکونی در جمهوری آذربایجان است که در شهرستان صابرآباد واقع شده‌است. شیخ صلاح لی ۱۴۸۲ نفر جمعیت دارد.